# Phalloptychus januarius
Phalloptychus januarius är en fiskart som först beskrevs av Hensel, 1868.  Phalloptychus januarius ingår i släktet Phalloptychus och familjen Poeciliidae. Inga underarter finns listade i Catalogue of Life.